# 想いのコンチェルト
『想いのコンチェルト』（おもいのコンチェルト）は、霜月はるかの5枚目のベストアルバム。2012年11月14日にティームエンタテインメントから発売された。

## 概要
霜月はるかが歌う様々なゲームソフトの楽曲を集約した7枚目のアルバム。ベストアルバムとしては5枚目となる。2012年11月14日にティームエンタテインメントより発売。
自身の誕生月にCDを発表するのは本作が初。また、ワークスベストアルバムシリーズでは初めて完全限定生産版と通常版の2種類が発売された。完全限定生産版にはシモツキンぬいぐるみ(SS)が付属する。
ジャケット、ブックレットイラストはTiv。

## 収録曲
1. -HISTORIA-
  - 作詞・作曲・編曲：下村陽子
  - ニンテンドーDSゲーム『ラジアントヒストリア』主題歌
2. 翼を持たない少女
  - 作詞：marie　作曲・編曲：MANYO
  - PCゲーム『翠の海 -midori no umi-』OP主題歌
3. ココロノカケラ
  - 作詞・作曲：霜月はるか　編曲：安瀬聖
  - PSP/ニンテンドー3DSゲーム『アンチェインブレイズ エクシヴ』挿入歌
4. a little more
  - 作詞：日山尚　作曲・編曲：東タカゴー
  - PCゲーム『Strawberry Nauts』OP主題歌
5. 君と見る夢
  - 作詞：日山尚　作曲・編曲：MANYO
  - PSPゲーム『エルクローネのアトリエ』ED主題歌
6. 遥かな空間へ
  - 作詞・作曲：なるけみちこ　編曲：岩垂徳行
  - PSPゲーム『勇者30 SECOND』挿入歌
7. 花が咲く街で
  - 作詞：日山尚　作曲：霜月はるか　編曲：MANYO
  - PSPゲーム『エルクローネのアトリエ』OP主題歌
8. 空と風の旋律
  - 作詞・作曲・編曲：bassy
  - PCゲーム『恋色空模様 after happiness and extra hearts』ED主題歌
9. 水を映す者
  - 作詞・作曲：霜月はるか　編曲：MANYO
10. 星屑
  - 作詞：城桐央　作曲・編曲：清水準一
  - PCゲーム『クドわふたー』ED主題歌
11. 相剋のリーブラ
  - 作詞：霜月はるか　作曲・編曲：伊藤賢治
  - オンラインゲーム『KNIGHT ONLINE XROSS』メインテーマ
12. RAINBOW
  - 作詞：高橋麗子　作曲・編曲：佐藤天平
  - PS3ゲーム『圧倒的遊戯ムゲンソウルズ』ED主題歌
13. unnamed place
  - 作詞：澄田まお　作曲・編曲：syow
  - PCゲーム『Hello,good-bye』ED主題歌
14. 月の虚
  - 作詞：六浦館、作曲・編曲：MANYO
  - PCゲーム『虚ノ少女』主題歌
15. 想いのコンチェルト（新曲）
  - 作詞・作曲：霜月はるか　編曲：MANYO